# Ancona Fracanzani
Ancona Fracanzani è un dipinto attribuito alla bottega di Giovanni Badile, realizzato con la tecnica della pittura a tempera su tavola, conservato nel Museo di Castelvecchio a Verona.